# Notopisenus boleti
Notopisenus boleti es una especie de coleóptero de la familia Tetratomidae.

## Distribución geográfica
Habita en Chile.